# Palazzo D'Afflitto

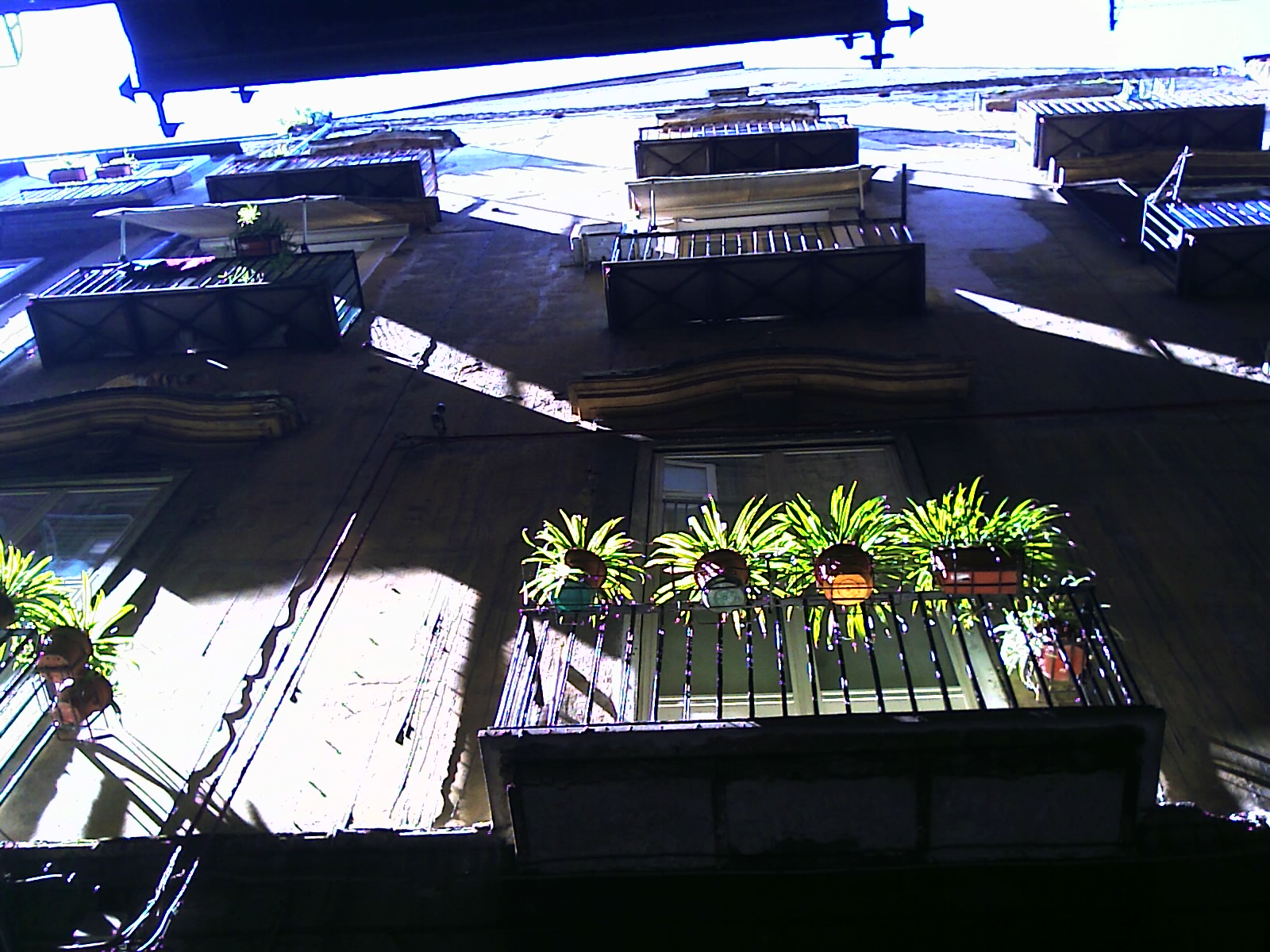
Facciata

Il palazzo D'Afflitto, in via Nilo al civico 30, è un edificio monumentale di Napoli contiguo al palazzo Capomazza di Campolattaro, nel quartiere San Giuseppe.

## Storia
Il palazzo fu realizzato nel XV secolo; l'unica testimonianza dell'epoca pervenutaci è l'arcone poligonale che accede nel cortile. Il complesso fu rimaneggiato più volte nel corso dei secoli. Il più significativo degli interventi è quello settecentesco.
Attualmente (marzo 2025) la scala aperta risulta in fase di restauro.

## Descrizione
La facciata che presenta ancora dei caratteri settecenteschi, anche se lievemente alterati. Il pian terreno è caratterizzato dalla presenza di listato a bugne. L'interno conserva una scala aperta molto singolare, l'unica di questa tipologia presente in città; essa si eleva su tre piani ed è caratterizzata da un paramento murario ornato da lesene d'ordine composito. La struttura, con profilo convesso, possiede lungo tutta la facciata tre aperture: la maggiore, a tutto sesto, è affiancata da due aperture laterali, architaravate e sormontate da un oculo circolare.

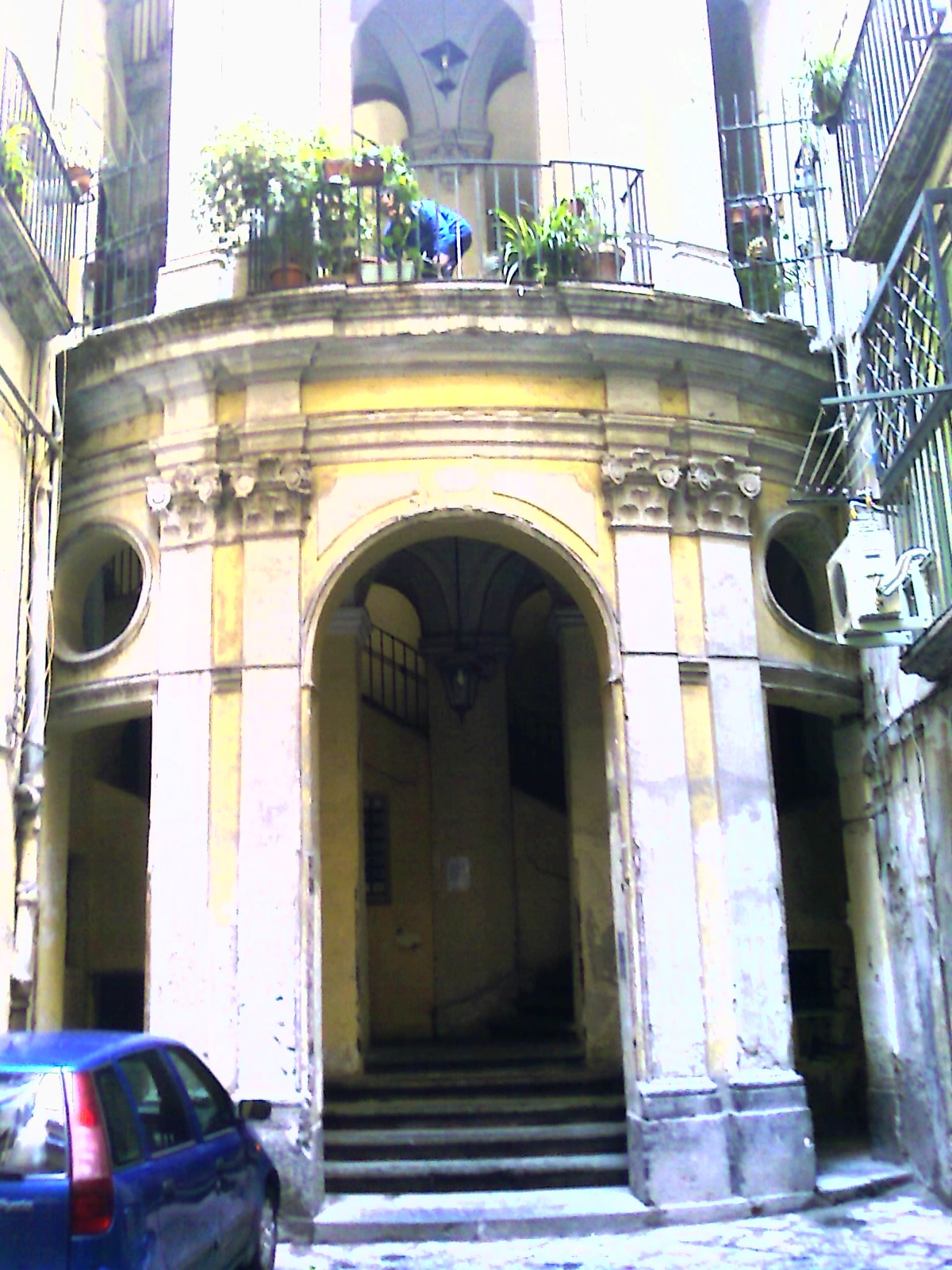
Ingresso della scala
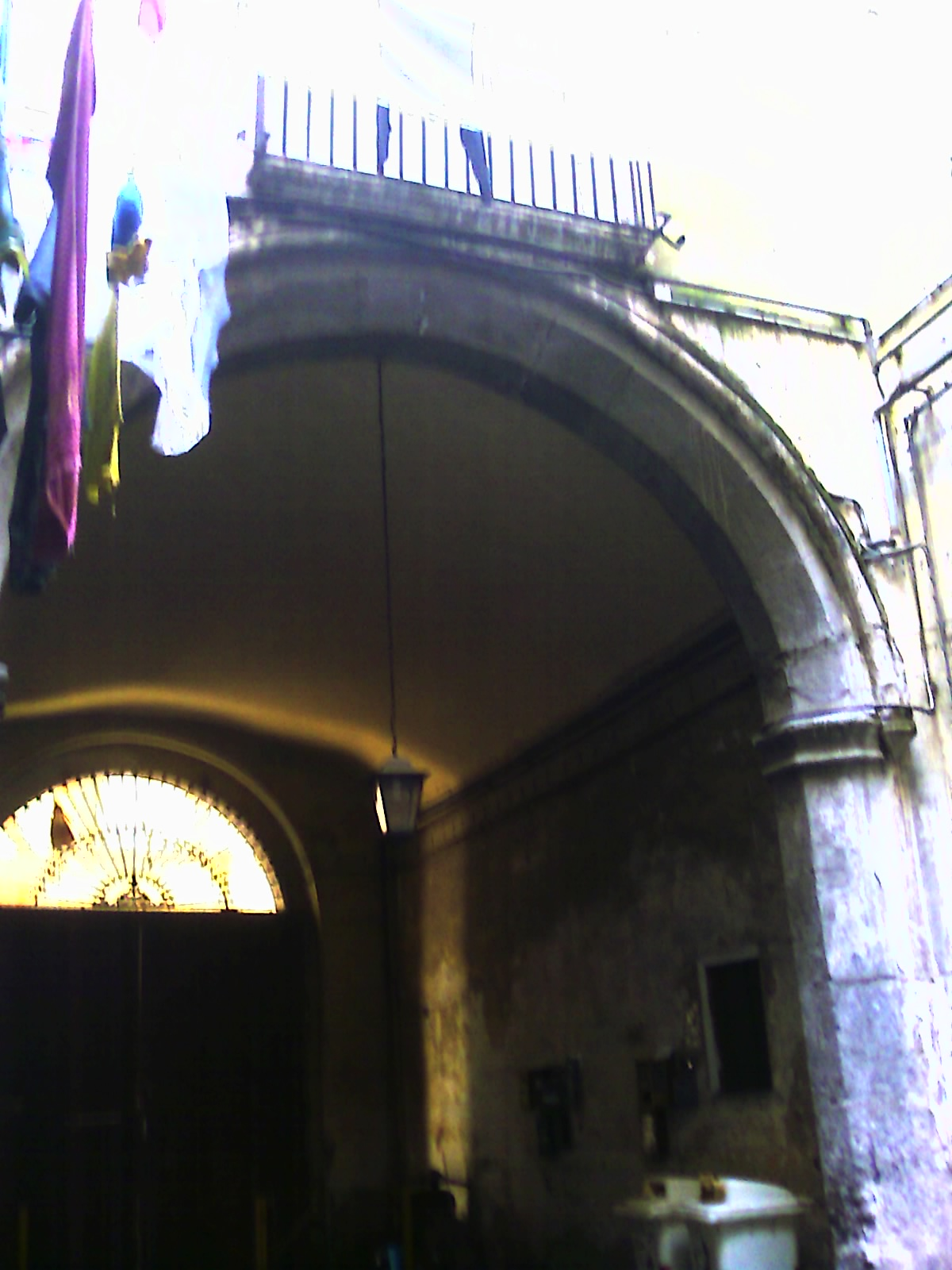
Atrio